# 瑪麗亞·多梅尼卡·米凱洛蒂
瑪麗亞·多梅尼卡·米凱洛蒂（義大利語：Maria Domenica Michelotti，1952年10月8日—），曾於2000年4月1日至2000年10月1日擔任聖馬利諾執政官，與詹·馬爾科·馬爾庫奇共同執政。